# Peso cubano convertible
El Peso Cubano Convertible (CUC) fue una de las dos monedas oficiales de Cuba, juntamente con el peso cubano. Empezó a circular en 1994. En noviembre de 2004, el Banco Central terminó la circulación del dólar en Cuba. Hasta abril de 2005, la tasa de cambio fue 1 CUC = 1 USD. Después, 1 CUC = 1,08 USD. A partir del 14 de marzo del 2011 ha retomado su valor original, es decir 1 CUC por USD, aunque se conserva el impuesto del 10 % sobre el cambio de efectivo. En 2021 se dio el anuncio de la salida de circulación de la moneda para unificarlas con el peso cubano.
Anteriormente existía, pero se tenía mayor apreciación por parte de los cubanos por el dólar estadounidense. Presenta una ligera diferencia de valor en cuanto al dólar estadounidense porque desde la desdolarización se le han aplicado varios gravámenes para realzar su valor. Es aconsejable que quienes vayan a visitar Cuba no lleven efectivo en dólares estadounidenses sino en otras monedas de similar valor y aceptadas en Cuba como el euro porque a la hora de cambiarlo se le aplica al dólar un gravamen del 10 %.
Tras anunciar en octubre de 2013 un programa de unificación monetaria, el gobierno cubano confirmó la eliminación del CUC el día 1 de enero del 2021. quedando 6 meses para su recogida total de la circulación entre la población.

## Monedas
En 1994 fueron introducidas las monedas de 5, 10, 25 y 50 centavos, y 1 peso. En 2000 fueron introducidas las monedas de 1 centavo. También circulan monedas de 5 pesos.

## Billetes
En 1994, el Banco Central de Cuba introdujo billetes en denominaciones de 1, 3, 5, 10, 20, 50 y 100 pesos convertibles. El 18 de diciembre de 2006, el Banco Central de Cuba introdujo una nueva serie de billetes con la temática «Historia y Logros Socialistas». El anverso de los billetes es similar a la emisión anterior, pero en el reverso, en vez de presentar el escudo de armas de Cuba en todas sus denominaciones, ahora presentaban diseños individualizados.
| Serie de 2006 "Historia y Logros Socialistas" | Serie de 2006 "Historia y Logros Socialistas" | Serie de 2006 "Historia y Logros Socialistas" | Serie de 2006 "Historia y Logros Socialistas" | Serie de 2006 "Historia y Logros Socialistas"      | Serie de 2006 "Historia y Logros Socialistas"                                                                                      | Serie de 2006 "Historia y Logros Socialistas" | Serie de 2006 "Historia y Logros Socialistas" | Serie de 2006 "Historia y Logros Socialistas" | Serie de 2006 "Historia y Logros Socialistas" |
| Imagen                                        | Valor                                         | Dimensiones                                   | Color                                         | Descripción                                        | Descripción | Fecha de emisión                              | Primera emisión                               | Marca de agua                                 |                                               |
| Imagen                                        | Valor                                         | Dimensiones                                   | Color                                         | Anverso                                            | Reverso | Fecha de emisión                              | Primera emisión                               | Marca de agua                                 |                                               |
| --------------------------------------------- | --------------------------------------------- | --------------------------------------------- | --------------------------------------------- | -------------------------------------------------- | --- | --------------------------------------------- | --------------------------------------------- | --------------------------------------------- | --------------------------------------------- |
|                                               | 1 $                                           | 150 × 70 mm                                   | Verde oscuro y amarillo                       | Monumento a José Martí en La Habana                | Muerte de José Martí en combate sobre un caballo en la Batalla de Dos Ríos                                                         | 2006                                          | 18 de diciembre de 2006                       | José Martí y electrotipo 1                    |                                               |
|                                               | 3 $                                           | 150 × 70 mm                                   | Rojo, rosa y verde claro                      | Monumento a Ernesto "Che" Guevara en Santa Clara   | Batalla de Santa Clara: tanque, tren descarrilado y soldados con granada, ametralladora y rifle                                    | 2006                                          | 18 de diciembre de 2006                       | José Martí y electrotipo 3                    |                                               |
|                                               | 5 $                                           | 150 × 70 mm                                   | Verde, naranja y amarillo                     | Monumento a Antonio Maceo en La Habana             | Protesta de Baraguá: General cubano Antonio Maceo Grajales y capitán general español Arsenio Martínez de Campos y Antón en hamacas | 2006                                          | 18 de diciembre de 2006                       | José Martí y electrotipo 5                    |                                               |
|                                               | 10 $                                          | 150 × 70 mm                                   | Café, azul y verde                            | Monumento a Máximo Gómez en La Habana              | Revolución Energética: planta de energía eléctrica, camioneta y obreros eléctricos                                                 | 2006                                          | 18 de diciembre de 2006                       | José Martí y electrotipo 10                   |                                               |
|                                               | 20 $                                          | 150 × 70 mm                                   | Azul oscuro, celeste y amarillo/verde         | Monumento a Camilo Cienfuegos en Yaguajay          | Operación Milagro: oftalmólogos operando y pasajeros bajando de un avión                                                           | 2006                                          | 18 de diciembre de 2006                       | José Martí y electrotipo 20                   |                                               |
|                                               | 50 $                                          | 150 × 70 mm                                   | Púrpura, naranja y amarillo                   | Monumento a Calixto García Iñiguez en La Habana    | Marchistas portando banderas y carteles que dicen "Trincheras de Ideas Valen Más Que Trincheras De Piedra" y "La Batalla de Ideas" | 2006                                          | 18 de diciembre de 2006                       | José Martí y electrotipo 50                   |                                               |
|                                               | 100 $                                         | 150 × 70 mm                                   | Rojo, naranja y amarillo brillante            | Monumento a Carlos Manuel de Céspedes en La Habana | Alternativa Bolivariana para las Américas (ALBA): antena satelital, mapa, mujer y hombre leyendo, refinería de petróleo            | 2006                                          | 18 de diciembre de 2006                       | José Martí y electrotipo 100                  |                                               |

## Unificación con elpeso corriente
Dentro de las reformas económicas aplicadas tras la llegada al poder de Raúl Castro, se anunció el 20 de diciembre de 2013 la unificación del peso cubano con el peso convertible, para así dejar un solo circulante como moneda de curso legal, y evitar los traumatismos que origina el tener un sistema monetario doble, se espera que con ello, a la economía cubana se le de un respiro y un nuevo poder.
El 10 de diciembre de 2020 el gobierno cubano anunció a través de la Gaceta Oficial que a partir del 1 de enero de 2021 el peso cubano convertible (CUC) desaparecería como moneda de uso corriente equivalente al dólar, y perviviría únicamente el peso cubano (CUP), lo que supuso una unificación monetaria que ponía fin a la dualidad originada en los años 1990 en la isla. La tasa de cambio fue de 24 CUP por un dólar.